# Rivière Noire (rivière des Hurons)
Pour les articles homonymes, voir Rivière Noire.
La rivière Noire est un affluent de la rivière des Hurons, coulant au cœur de la municipalité des cantons-unis de Stoneham-et-Tewkesbury, située au nord de la ville de Québec, dans la municipalité régionale de comté (MRC) de La Jacques-Cartier, dans la région administrative de la Capitale-Nationale, dans la province de Québec, au Canada.
La vallée de la rivière Noire est surtout desservie par la route 175 et le boulevard Talbot.
La surface de la rivière Noire (sauf les zones de rapides) est généralement gelée de début décembre à fin mars ; toutefois la circulation sécuritaire sur la glace se fait généralement de fin décembre à début mars. Le niveau de l'eau de la rivière varie selon les saisons et les précipitations ; la crue printanière survient en mars ou avril.

## Géographie
La rivière Noire prend sa source d'un petit lac forestier situé du côté Est du boulevard Talbot, à la hauteur du kilomètre 72,5 de la route Antonio-Talbot au cœur de la municipalité de Stoneham-et-Tewkesbury dans les Laurentides et à 4,1 km au nord-ouest du centre du village de Saint-Adolphe.
À partir sa source, la rivière Noire coule sur 8,7 km dans une vallée encaissée, avec une dénivellation de 149 m. Son cours coule vers le sud généralement entre la route 175 (route Antonio-Talbot) et le boulevard Talbot, sauf deux excursions vers l'ouest en coupant le boulevard Talbot, jusqu'à sa confluence avec la rivière des Hurons (venant du nord-est).
À partir de cette confluence, le courant descend sur 15,6 km le cours de la rivière des Hurons, puis traverse le lac Saint-Charles sur 5,0 km vers le sud-est, puis descend sur 33,8 km généralement vers le sud-est et le nord-est, en suivant le cours de la rivière Saint-Charles laquelle se déverse sur la rive Est du fleuve Saint-Laurent.

## Toponymie
Cette désignation toponymique parait sur une carte de 1931. Ce nom tirerait son origine du fait que, lors des fortes pluies, l'eau de la rivière provenant de hautes montagnes la bordant tourne à la couleur noire.
Le toponyme rivière Noire a été officialisé le 28 septembre 2004 à la Commission de toponymie du Québec.